# 腸梗阻
腸梗阻，（英語：intestinal obstruction，bowel obstruction），是各种原因引起的肠内容物不能顺利通过肠道的病理状况。肠梗阻造成無法正常進行消化運動，發生部位可能是小腸或是大腸，属于急腹症，临床上常出现腹胀、腹痛、恶心、呕吐、停止排气排便等表现，严重者会继发水电解质紊乱、酸碱失衡，并发感染、肠穿孔。
肠梗阻根据病因分为机械性、动力性、血运性肠梗阻；根据梗阻程度分为完全性、不完全性肠梗阻；根据起病缓急分为急性、慢性肠梗阻。嚴重到要送醫的突發性急腹症成因中，機械性阻塞約佔了 5-15%。
腸梗阻的成因如下：患有沾黏、疝氣、腸扭轉、子宮內膜異位症、發炎性腸道疾病，闌尾炎、憩室炎、缺血性腸道疾病、結核病和腸套疊，長有贅生物，或是肠器质性病变（纤维化）。小腸梗阻常見成因為沾黏和疝氣，大腸梗阻常見成因則為腫瘤和腸扭轉，可能的確診方式為照X光，不過照電腦斷層掃描更為精確，為孩童或孕婦確診時，照超音波或核磁共振成像較有幫助。
典型的治療方式為動手術，保守的治療方式為打針，鼻胃管插管以緩解腸道症狀、給予止痛藥，也常使用抗生素。小腸梗阻的病例中，約有 25% 需要動手術。可能的併發症有敗血症、腸缺血和腸穿孔。
2015 年約有 320 萬起腸梗阻病例，其中有 26.4 萬起死亡，腸梗阻發生在男女的比例均等，在任何年齡層都可能發生，早在西元前 1550 年，古埃及的埃伯斯草紙醫典就記有詳細的病例。

## 外部連結
- Obstruction, Small Bowel 於 eMedicine
- Obstruction, Large Bowel 於 eMedicine